# پل مک‌گرت
پل مک‌گرت (انگلیسی: Paul McGrath؛ زادهٔ ۴ دسامبر ۱۹۵۹) بازیکن بازنشستهٔ فوتبال اهل ایرلند است.
از باشگاه‌هایی که در آن بازی کرده‌است می‌توان به منچستر یونایتد، شفیلد یونایتد، استون ویلا و دربی کانتی اشاره کرد.